# Saul Perlmutter

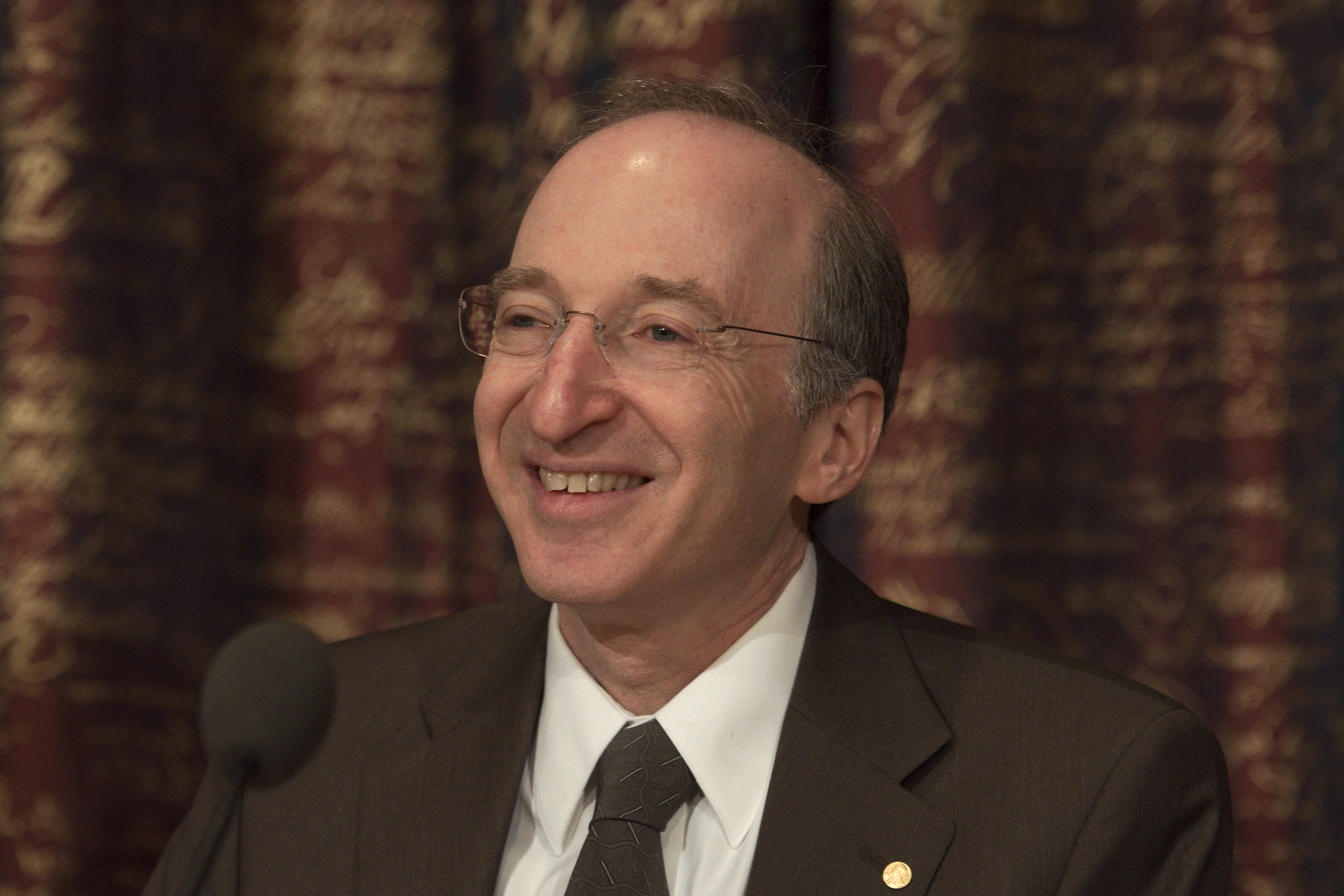
Saul Perlmutter bei der Pressekonferenz der Nobelpreisträger in Chemie und Physik 2011

Saul Perlmutter (* 22. September 1959 in Champaign-Urbana, Illinois) ist ein US-amerikanischer Astrophysiker und Nobelpreisträger in Physik.

## Familie
Saul Perlmutter wurde in einer aschkenasisch-jüdischen Familie als Sohn des Professors für Chemie- und Biomolekularingenieurwissenschaft an der University of Pennsylvania Daniel P. Perlmutter und der Professorin an der Temple University und Sozialwissenschaftlerin Felice D. Perlmutter geboren. Die jüdischen Eltern der Mutter waren nach der russischen Revolution 1919 aus dem heutigen Moldawien über Kanada in die USA eingewandert. Saul Perlmutter hat zwei Geschwister, Shira und Tova.

## Leben
Saul Perlmutter studierte Physik an der Harvard University (Bachelor-Abschluss 1981) und erlangte 1986 den Ph.D. an der University of California, Berkeley mit einer Arbeit zur Suche nach Supernovae. Er war von 1989 bis 1993 Wissenschaftler am Center for Particle Astrophysics in Berkeley und ist seit 1983 Wissenschaftler am Lawrence Berkeley National Laboratory (seit 1999 als Senior Scientist und Gruppenleiter).
Perlmutter gründete und leitete ab 1988 das Supernova Cosmology Project, das, neben dem High-Z Supernova Search Team (HZT), aus der Messung der Helligkeit ferner Supernovae des Typs Ia auf eine Beschleunigung der kosmischen Expansion schlossen. Diese Entdeckung war Auslöser der heutigen Suche nach der Natur der Dunklen Energie. Perlmutter ist an mehreren Beobachtungsprojekten beteiligt, die zur Klärung kosmologischer Probleme nach Supernovae suchen.
2011 erhielt er gemeinsam mit Brian P. Schmidt und Adam Riess vom HZT den Nobelpreis für Physik. Gewürdigt wurde ihre Entdeckung der beschleunigten Expansion des Universums durch die Beobachtung ferner Supernovae.
Seit 2000 ist Perlmutter Fellow der American Physical Society, seit 2002 Mitglied der National Academy of Sciences, seit 2007 der American Academy of Arts and Sciences, seit 2003 der American Association for the Advancement of Science und seit 2014 der American Philosophical Society. Er forscht außerdem im Berkeley-Earth-Surface-Temperature-Projekt mit.

## Auszeichnungen
- 2002: Ernest-Orlando-Lawrence-Preis
- 2006: Shaw Prize
- 2006: Antonio-Feltrinelli-Preis
- 2007: Gruber-Preis für Kosmologie
- 2009: Dickson Prize in Science
- 2011: Albert-Einstein-Medaille
- 2011: Nobelpreis für Physik
- 2016: Benennung eines Asteroiden nach ihm: (231265) Saulperlmutter

## Schriften
- Supernova Cosmology Project (Perlmutter u. a.): Cosmology from Type Ia Supernovae. In: Bulletin Am. Astron. Soc. Band 29, 1997, S. 1351,  arxiv:astro-ph/9812473
- Supernova Cosmology Project (Perlmutter u. a.): Measurements of the Cosmological Parameters Omega and Lambda from the First 7 Supernovae at z >= 0.35. In: Astroph. J. Band 483, 1997, S. 565, arxiv:astro-ph/9608192
- Supernova Cosmology Project (Perlmutter u. a.): Measurements of Omega and Lambda from 42 High-Redshift Supernovae. In: Astrophys. J. Band 517, 1999, S. 565–586, arxiv:astro-ph/9812133
- mit Brian P. Schmidt: Measuring Cosmology with Supernovae. In: K. Weiler (Hrsg.): Supernovae & Gamma Ray Bursts (= Lecture notes in physics, 598). Springer, 2003, S. 195–217, arxiv:astro-ph/0303428